# 維拉科塔山 (奧魯羅省)
19°4′14″S 66°18′18″W / 19.07056°S 66.30500°W

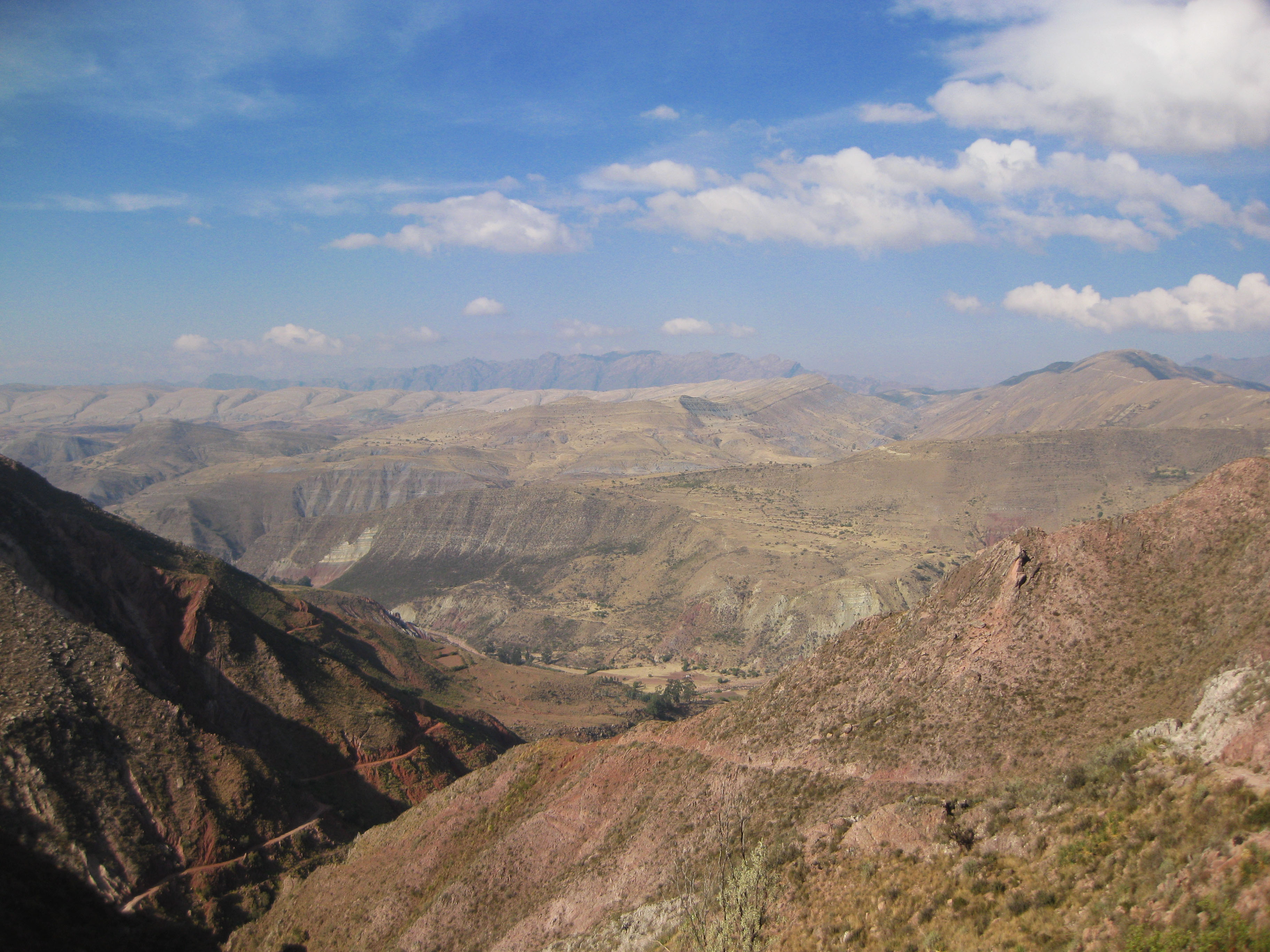

維拉科塔山（Wila Quta），是玻利維亞的山峰，位於該國西部奧魯羅省阿瓦罗亚县，處於維拉科柳山附近，屬於安第斯山脈的一部分，海拔高度5,144米。